# Турзовка
Турзовка (словац. Turzovka) — місто, громада в окрузі Чадця, Жилінський край, Словаччина. Кадастрова площа громади — 34,91 км². Станом на січень 2017 року в місті проживало 7500 осіб.
Перша письмова згадка 1580 року.

## Географія
Протікають річки Кисуца і Предмеранка.

## Населення
| Рік:            | 1994. | 2004.   | 2014.   | 2024.    |
| --------------- | ----- | ------- | ------- | -------- |
| Кількість осіб: | 7611  | 7792    | 7660    | 6853     |
| Різниця:        |       | +2,37 % | -1,69 % | -10,53 % |

| Рік:            | 2023. | 2024.   |
| --------------- | ----- | ------- |
| Кількість осіб: | 6936  | 6853    |
| Різниця:        |       | -1,19 % |